# Diana Nenowa
Diana Nenowa (ur. 16 kwietnia 1985 w Razłogu) – bułgarska siatkarka grająca na pozycji rozgrywającej, reprezentantka kraju.
Od sezonu 2014/2015 występuje w Schweriner SC.

## Osiągnięcia

### Klubowe
- Mistrzostwa Bułgarii:
  -  2010
- Mistrzostwa Azerbejdżanu:
  -  2012

### Reprezentacyjne
- Liga Europejska:
  -  2010, 2012
  -  2011, 2013